# 피에라 이야기
피에라 이야기(Storia di Piera, The Story of Piera)는 독일(구 서독)에서 제작된 마코 페레리 감독의 1983년 드라마 영화이다. 이자벨 위페르 등이 주연으로 출연하였다.

## 출연

### 주연
- 이자벨 위페르
- 한나 쉬굴라
- 마르첼로 마스트로야니

### 조연
- 안젤로 인판티
- 타니아 로페트
- 벳티나 그룬